# IQue Player
iQue Player（アイキュー・プレイヤー）は、任天堂が2003年に中国で発売したゲーム機。2003年に上海、広州、成都など一部都市を皮切りに、2004年春に全国展開された。

## 概要
コントローラ型のゲーム機であり、直接テレビに接続してゲームをプレイする。
任天堂と中国系アメリカ人の科学者である顔維群が出資する現地法人「神游科技」によって発売された。別名神遊機（神游机、Shényóujī、シェンヨウジー、しんゆうき）。
性能はNINTENDO 64をベースとしている。iQue Playerがコントローラー型を採用したのは、中国では「青少年に悪影響を与える」という理由で2000年6月から据え置きゲーム機（本体とコントローラが別個になっており、テレビやモニターに接続するタイプのゲーム機）の発売禁止令が施行されていたため、携帯式にすることでそれをかわしたためである。
iQue Playerでは、ゲームソフトを販売するという方式ではなく、ゲーム販売店に設置されている機械で、メモリーカードに直接ゲームを有料でダウンロードするという方式がとられている。これは、コンピューターゲームソフトウェアの海賊版が横行している中国の現状を考えての他、カートリッジなどの生産・販売コストを少なくするためという理由もある。
発売された当初は、『スーパーマリオ64』、『ゼルダの伝説 時のオカリナ』、『スターフォックス64』、『ウエーブレース64』など、NINTENDO64向けゲームの翻訳版が本体と同時に発売された。なお、1989年6月4日に発生した天安門事件を想起させることから、ハード名やゲームタイトルから「64」が外されている。
また、2004年には、販売店でのダウンロード方式に加えて、USBケーブルとインターネットを用いてソフトをダウンロードすることも可能になった。
どちらのダウンロード方法でも、販売店で「神遊票」という専用のプリペイドカードの購入が必要であった。
本体と同時販売された4タイトル以外は中国国外のコレクターには入手難易度が高く、メモリーカードが複数必要となるソフトのコンプリートに要する労力は並大抵のものではない。

## 歴史

### 開発
中国ではビデオゲームのブラックマーケットが広く流通し、多くの消費者が海賊版カートリッジを購入したり、コンソールエミュレータでゲームファイルをダウンロードして遊んでいた。そのため任天堂は、正式かつ安全で手ごろな価格の公式代替手段を提供することを目指した。iQue Playerは、2000年に文化部によって施行された家庭用ゲーム機販売禁止令を回避するため、手軽なプラグアンドプレイ型ハードとして設計された。
任天堂は2002年12月、台湾系アメリカ人エンジニアであり、過去にも任天堂のプロジェクトに関わってきたウェイ・イェンと合弁でiQueを設立した。イェンは1990年代初頭、シリコングラフィックスで上級副社長を務め、プロジェクト・リアリティ（後のNINTENDO 64）の開発で主要な役割を担った人物である。彼の会社BroadOnは、iQue Playerに採用された暗号化によるセキュリティシステムを開発し、海賊版対策を行った。
開発初期の計画ではファミリーコンピュータ（NES）、スーパーファミコン（SNES）、NINTENDO 64のタイトルにも対応する案があったが、最終的な製品はNINTENDO 64専用となった。
iQue Playerは2003年9月の東京ゲームショウで正式発表され、10月中旬に上海・広州・成都など大都市での発売、2004年には全国展開が予定された。
家庭用ゲーム機の全国的な禁止を撤回させ、認可を得るために、任天堂はゲームの教育的・発達的なメリットを押し出すマーケティング戦略を採用した。本体にはリアルタイムクロックが搭載され、保護者がプレイ可能時間を設定できるほか、ゲーム起動時には長時間プレイを避け、休憩を取るよう促すメッセージが表示された。
発売はやや遅れ、2003年11月18日に限定的な形で5本のローンチタイトルと同時にリリースされた。iQue Playerの販売台数は控えめで、推定8,000台から12,000台とされる。
同機で最後にローカライズされたゲームは2006年発売の『どうぶつの森』であった。2016年10月31日、iQueはiQue@Homeサービスをその年末で終了すると発表。サーバーは段階的に停止され、2018年までに全てのデジタル配信サービスが終了した。

## 周辺機器

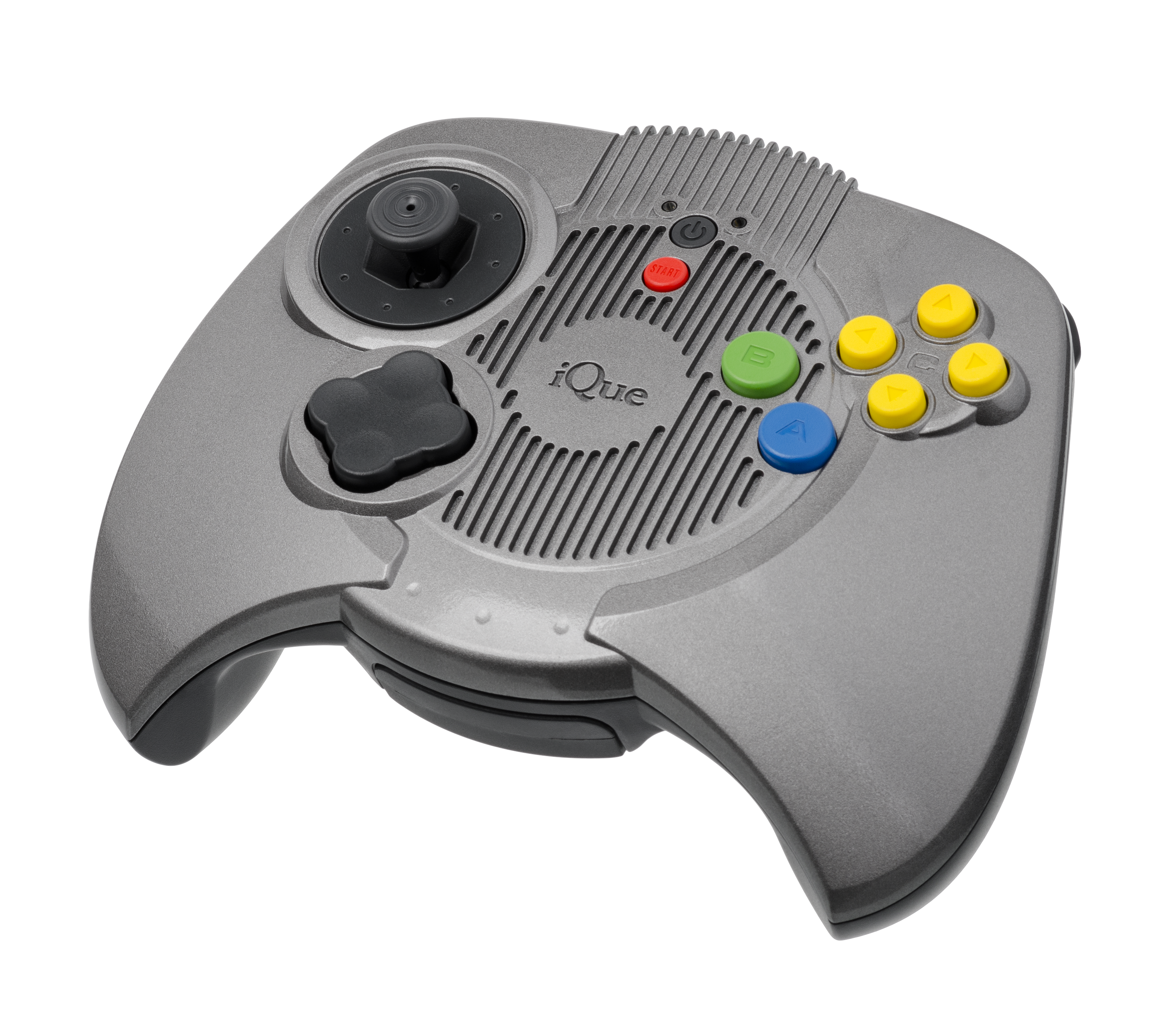
コントローラ
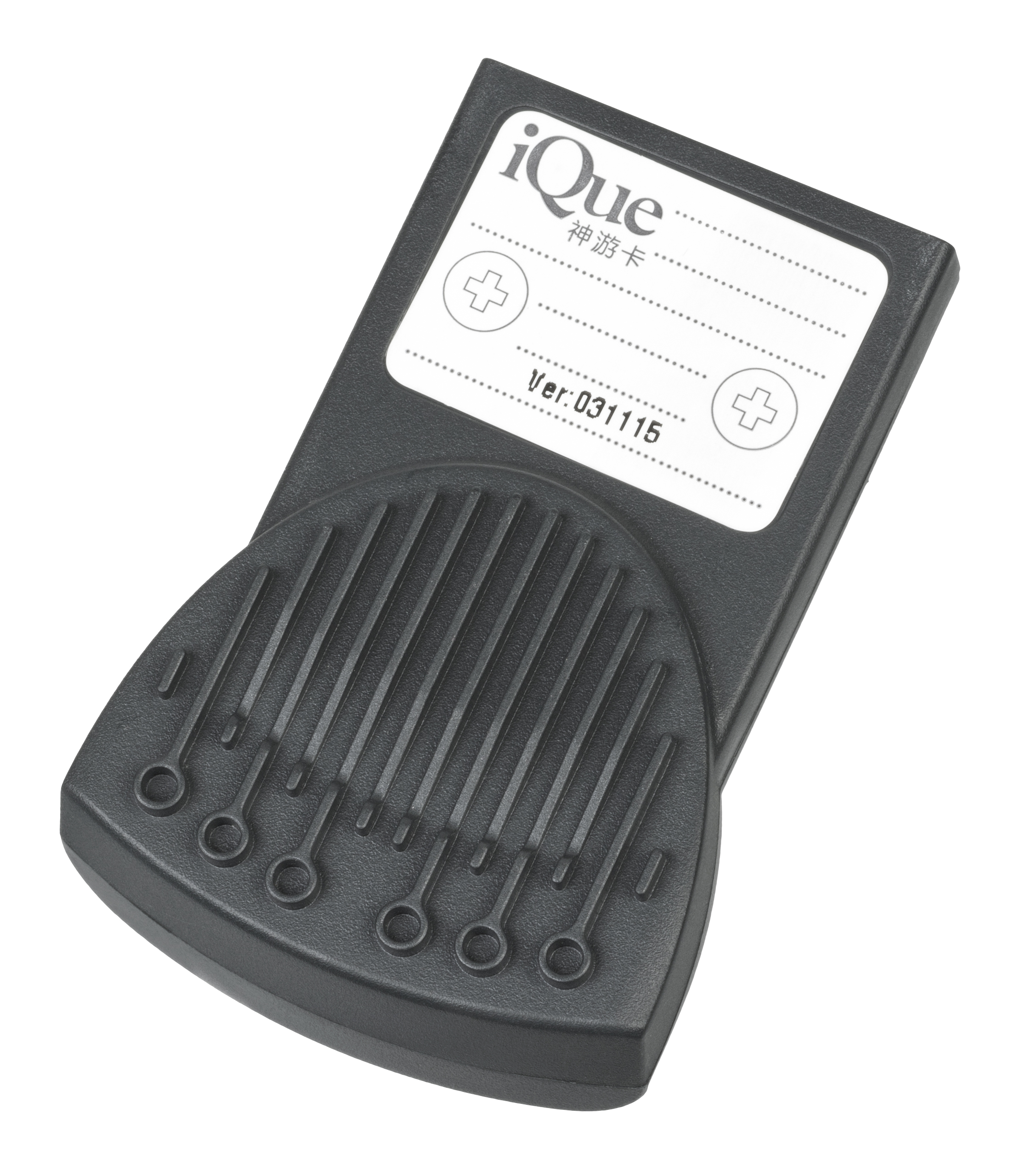
メモリーカード

## ソフトウェア
- ウエーブレース64（簡体中国語題：水上摩托: ピンイン表記：Shuǐshàng Mótuō 公式サイト）
- スターフォックス64（星际火狐: Xīngjì Huŏhú 公式サイト）
- Dr.マリオ64（马力欧医生: Mǎlìōu Yīshēng 公式サイト）
- スーパーマリオ64（神游马力欧: Shényóu Mǎlìōu 公式サイト）
- ゼルダの伝説 時のオカリナ（塞尔达传说-时光之笛-: Sāiĕrdáchuánshuō Shíguāngzhīdí 公式サイト）
- マリオカート64（马力欧卡丁车: Mǎlìōu Kǎdīngchē 公式サイト）
- F-ZERO X（F-Zero X 未来赛车: F-Zero X Wèilái Sàichē 公式サイト）
- ヨッシーストーリー（耀西故事: Yàoxī Gùshì 公式サイト）
- マリオストーリー（纸片马力欧: Zhǐpiàn Mǎlìōu 公式サイト）
- 罪と罰 〜地球の継承者〜（罪与罚-地球的继承者-: Zuìyŭfá: Dìqiúdejìchéngzhĕ 公式サイト）
- エキサイトバイク64（越野摩托: Yuèyě Mótuō 公式サイト）
- ニンテンドウオールスター!大乱闘スマッシュブラザーズ（任天堂明星大乱斗: Rèntiāntáng Míngxīng Dàluàndòu 公式サイト）
- カスタムロボ（组合机器人: Zŭhéjī Qìrén 公式サイト）
- どうぶつの森（动物森林: Dòngwù Sēnlín 公式サイト）